# Live – The Virgin Tour
Live – The Virgin Tour je prvi live video američke pjevačice Madonne. Izdan 1985. pod Warner Bros. Videom, uključivao je izvedbe s The Virgin Tour snimljene u Detroitu 25. svibnja 1985. Video je uključivao pjesme s prva dva albuma i sa soundtracka Vision Quest.

## Formati
videoalbum je izdan kao VHS i LD. Ponovno izdanje je doživio 2000. kao jedan od 3 dijela VHS seta The Madonna Collection
Live verzije pjesama "Dress You Up" i "Like a Virgin" su izdane kao glazbeni video zbog promocije VHS-a.

## Popis pjesama
1. "Dress You Up"
2. "Holiday"
3. "Into the Groove"
4. "Everybody"
5. "Gambler"
6. "Lucky Star"
7. "Crazy for You"
8. "Over and Over"
9. "Like a Virgin" (s elementina "Billie Jean")
10. "Material Girl"

## Zanimljivost
Iako su se pjesme "Angel", "Borderline" i "Burning Up" našle na popisu izvođenih pjesama turneje, nisu bile uključene na video. Razlog tome je bila Madonna, koja je zabranila stavljanje te dvije pjesme na video zbog mišljenja da nije dobro izvela te pjesme te da nije bila dobrog vokala.